# Crary
Crary – miasto w Stanach Zjednoczonych, w stanie Dakota Północna, w hrabstwie Ramsey.